# Musikalbum
Et album inden for musik er en pladeudgivelse eller en cd. Her findes en samling af musikalske numre, som for det meste er komponeret af den samme kunstner eller gruppe, men også kan være en samling af enkelte numre fra forskellige kunstnere. Det sidstnævnte bliver kaldt et opsamlingsalbum.
Et album skabes typisk ved, at en musiker besøger et pladestudie. Her kan musikeren optage et antal sange. Efter optagelsen mikses sangene mht. indbyrdes instrument-volumen, equalizer, og i mange tilfælde også forskellige former for effekter. Herefter skal cd'en sættes i produktion, og der skal skabes grafik og design til coveret, osv.
Det første album, en person eller en gruppe udgiver, kaldes et debutalbum.

## Typer

### Livealbum
Et livealbum er et album, der er blevet indspillet uden brug af overdubbing. Indspilningen kan foregå live under en koncert, derhjemme, eller en blanding af flere steder og sågar i et pladestudie, så længe der ikke bruges overdubbing. Indspilningen kan vare fra få timer (typisk ved koncerter) op til flere år at færdiggøre. Pladestudier er normalt indrettet, så de absorberer lyd og eliminerer efterklang, så derfor kan man bruge forskellige mix i form af andre lokationer eller særligt indrettede "liverum", hvor der er efterklang, til indspilning af livealbums.
Til optagelse af koncert- eller sceneoptrædener benyttes særlige teknikker. Livealbums kan være optaget fra en enkelt koncert eller kombinere optagelser fra flere koncerter eksempelvis fra en turne. De kan inkludere applaus og anden lyd fra publikum, kommentarer fra kunstnerne der optræder, improvisation og andre ting, der normalt ikke er en del af et studiealbum. Nogle gange benyttes flersporsindspilning, så lyden fra scenen sendes direkte til optageenheden (frem for at benytte mikrofoner placeret blandt publikum), og der kan tilføjes yderligere manipulationer med lyden i den efterfølgende produktion, for at forbedre lydkvaliteten.
Det bedst sælgende livealbum på verdensplan er Garth Brooks' Double Live, der har solgt mere end 21 mio. eksemplarer. På Rolling Stone's 500 Greatest Albums of All Time er der listet 18 livealbums, hvoraf James Browns Live at the Apollo fra 1963 er rangeret som det bedste livealbum med en plads som nr. 25 på listen.

### Soloalbum
Et soloalbum er et album, som er udgivet af en kunstner, som er et nuværende eller tidligere medlem af en musikgruppe, som vedkommende normalt udgiver musik sammen med. Soloalbums kan være enkeltstående albums, eller de kan være en del af en musikers solokarriere.